# Vetstaartkatmaki
De vetstaartkatmaki (Cheirogaleus medius) is een nachtactieve dwergmaki (Cheirogaleidae) en is endemisch op Madagaskar.

## Taxonomie
De wetenschappelijke naam van de soort werd voor het eerst geldig gepubliceerd door Étienne Geoffroy Saint-Hilaire in 1812. In 2009 werd Cheirogaleus adipicaudatus gesynomiseerd met de vetstaartkatmaki.

## Kenmerken
De kop-romplengte van de verstaartkatmaki bedraagt 20 tot 23 centimeter, de staartlengte is 20 tot 27 centimeter en het gewicht varieert van 120 tot 275 gram, afhankelijk van het seizoen. De vetstaartkatmaki is een vaardige klimmer die tijdens het voortbewegen meestal een verticale positie aanneemt.
De vetstaartkatmaki heeft een kortharige, dichte vacht. De vacht op de rug is grijs tot zeemkleurig met rossige tinten. Door de vacht is de donkergekleurde ondervacht te zien. De onderkant is crème-wit en wit aan de onderzijde van de kop. Het gezicht is grijswit met donkere ringen om de ogen. De snuit en korte oren zijn iets donkerder dan de rest van de kop. Het dier heeft een roze vlezige neus.

## Leefwijze
De vetstaartkatmaki is een nachtactieve omnivoor die leeft in kleine familiegroepen, bestaande uit een mannetje en wijfje en hun kroost. Een familiegroep heeft een territorium van 1 tot 2,5 hectare en grenzen worden gemarkeerd door middel van uitwerpselen. Overdag slaapt de groep gezamenlijk in boomholtes of op een tweesprong in een tak. In de nacht foerageren ze gezamenlijk op alle niveaus van het bos. Ze eten fruit, bloemen, knoppen, nectar, pollen en hars. Ook eten ze ongewervelde dieren zoals insecten, die afhankelijk van het seizoen 20% van hun dieet kunnen uitmaken. Wat fruit betreft hebben ze een voorkeur aan fruit met een hoog calorie-gehalte. Vetstaartkatmaki's spelen een belangrijke rol in de bestuiving van planten.

De vetstaartkatmaki brengt een groot deel van zijn leven in bomen door.

Mannetjes en wijfjes blijven hun hele leven bij elkaar. Ze paren rond december, waarop een draagtijd van rond de 62 dagen volgt. Meestal worden twee of drie jongen geboren, maar dit kan variëren van een tot vijf. De eerste twee weken houden de ouders afwisselend hun jongen in de gaten dat in het nest verblijft, zodat deze nooit alleen blijven. Als de jongen het nest verlaten, worden ze in eerste instantie begeleid door een van de ouders. Na twee jaar is het jong geslachtsrijp, maar zullen pas paren nadat ze de familiegroep hebben verlaten, meestal in hun derde jaar.
Tijdens het regenseizoen slaat de vetstaartmaki vet op, voornamelijk in de staart. Aan het einde van deze periode kunnen ze tot 275 gram wegen en worden ze rond april steeds minder actief. Ze zoeken een goede nestplaats en houden een lange winterslaap om het droge seizoen te overleven. De meeste vetstaartmaki's ontwaken rond oktober of november, een maand voor het paringsseizoen. Ze zijn dan drastisch in gewicht afgenomen, tot ongeveer 120 gram.

## Verspreiding
Deze soort komt voor in de droge loofbossen in het westen en altijdgroene regenwouden in het zuidoosten van Madagaskar. Ze komen vrij veelvuldig voor, 40 tot 400 exemplaren per vierkante kilometer. De beste plekken om vetstaartmaki's in het wild te zien zijn Kirindy Forest en Ampijoroa Forestry Station, een onderdeel van Nationaal park Ankarafantsika.

### Bedreiging
Natuurlijke vijanden van de vetstaartmaki zijn onder andere de fossa (Cryptoprocta ferox), boa's en diverse roofvogels en uilen, zoals de holenkiekendief (Polyboroides radiatus) en de Madagaskarransuil (Asio madagascariensis). De grootste bedreiging is echter de vermindering van hun leefgebied door brandlandbouw en illegale houtkap. De vetstaartkatmaki is als 'niet bedreigd' opgenomen op de Rode Lijst van de IUCN.